# Diakonie Sobotín
Diakonie ČCE – středisko v Sobotíně (zkráceně Diakonie Sobotín) je jedním ze středisek Diakonie ČCE. Působí od roku 1992 a poskytuje pomoc zejména seniorům a mladým lidem bez domova.

## Historie
Počátky sociální práce v Sobotíně sahají již do roku 1925. Německá luterská církev tehdy odkoupila správní budovu Kleinových železáren. Budova na současné adrese Petrov nad Desnou 203 nejdříve sloužila jako dům diakonek. Brzy však začala poskytovat útočiště také opuštěným dětem a starým lidem. Německá Diakonie postupně získala do vlastnictví celkem tři budovy, dnes na adresách Petrov nad Desnou 203, Sobotín 127 a Sobotín 147. Všechny tyto budovy sloužily Diakonii ještě v období 2. světové války.
Po skončení války získala v roce 1946 objekty Českobratrská církev evangelická a až do prosince 1959 zde provozovala Sociální ústavy ČCE. V lednu 1960 byly všechny církevní ústavy převedeny do vlastnictví státu.
Od 1.1.1992 byl majetek převeden opět do vlastnictví Diakonie. Ředitelkou nově vzniklého střediska se stala Ing. Hana Řezáčová.
Diakonie začínala v Sobotíně se službou Domov pro seniory s 58 zaměstnanci a s oficiální kapacitou 171 obyvatel.
V roce 1997 postihla sobotínské středisko rozsáhlá povodeň. Voda z rozvodněné říčky Merty napáchala obrovské škody zejména na hlavní budově a v přilehlé zahradě. Po povodních se podařilo částečně modernizovat hlavní budovu. Byl přistavěn výtah, suterénní prostory byly upraveny pro využití k různým aktivitám, vznikly pokoje s vlastním hygienickým zázemím. Díky přístavbě vznikla i malá kaple.
V roce 1998 bylo ve středisku zřízeno specializované oddělení pro pobyt seniorů s projevy demence a v roce 2005 se spektrum služeb střediska rozšířilo o Odlehčovací a Pečovatelskou službu. Od roku 2011 středisko, prostřednictvím služby Dům na půl cesty, pomáhá také mladým lidem v tíživé sociální situaci.
Všechny budovy v posledních letech procházejí rekonstrukcí. Od roku 2024 je ředitelem střediska Mgr. Jan Hofschneider, MBA.

## Poskytované služby
K 1. 1. 2024 poskytuje středisko 5 registrované sociální služby:

### Služby pro seniory
- Domov pro seniory v Sobotíně
- Domov se zvláštním režimem je určen seniorům s projevy demence, služba je poskytována v Petrově nad Desnou a v Sobotíně
- Osobní asistence je určena osobám se zdravotním postižením a seniorům, služba je poskytována na území Svazku obcí údolí Desné a na Šumpersku

### Služby pro mladé lidi
- Domov na půl cesty je pro mladé lidi dospělé do 26 let, kteří nemají vlastní zázemí, služba je poskytována ve městech Jeseník a Olomouc